# Gattaca
A Gattaca egy, 1997-ben bemutatott, disztópikus jövőt lefestő sci-fi film, mely az eugenika által szinte kasztokba sorolt emberi társadalomban játszódik.  A film címe a DNS-t alkotó nitrogén tartalmú szerves bázisok (adenin, timin, citozin, guanin) kezdőbetűiből alkotott szó, a Gattaca Aerospace Corporation neve.

## Történet
|  | Alább a cselekmény részletei következnek! |

A film "valamikor a közeljövőben", olyan társadalomban játszódik, amelyben a gyermekek túlnyomó többsége mesterséges megtermékenyítés útján, a lehető legjobb genetikai tulajdonságú zigóta kiválasztását követően születik.
Vincent Freeman (Ethan Hawke) szülei a természetes fogantatást választják. Gyermekük megszületését követően az elvégzett genetikai vizsgálat fiatalkori szívbetegség keletkezésének 99%-os kockázatát, és összességében 30,2 éves várható életet vetíti előre. Vincent szülei következő gyermekük, Anton esetében már a kor szerint bevált és mindennapos, genetikai szűrést követő mesterséges megtermékenyítést választják. Gyermekkoruk során Anton mindenben felülmúlja Vincentet (egyetlen alkalomtól eltekintve, mikor versenyt úsztak – Vincent rendszeresen alulmaradt, de ez alkalommal legyőzte testvérét és megmentette a fulladástól).
A film által vázolt társadalomban – bár ez törvénytelen – az embereket genetikai szűrés alapján választják ki a magas kvalifikációt igénylő, magas presztízst jelentő munkákra. Akik nem felelnek meg a kívánalmaknak ('invalidok', 'selejtek'), csak alsóbbrendű munkát végezhetnek. Vincent természetesen az utóbbi kasztba tartozik. Bár gyermekkori vágya az űrutazás – a filmben felvázolt társadalomban csaknem mindennapos esemény űrexpedíció indítása -, csak takarítói munkát vállalhat. Az űrközpontban végzi munkáját, s minden alkalommal vágyakozva tekint a hatalmas épület üvegteteje felett elrepülő, felszálló űrrakétákra.
Vincent szembeszáll sorsával: személyiséget cserél Jerome Eugene Morrow-val (Jude Law), aki tökéletes genetikai adottságokkal rendelkezik, de egy baleset miatt gerincvelő-sérülést szenvedett és deréktól lefelé megbénult. Vincent "megvásárolja" Jerome teljes identitását. Ez neki nemcsak sok pénzbe, de egyéb áldozatokba is kerül: rövidlátása miatt kontaktlencsét kell viselnie, ami kockázatos, mert a rendőrség időnként ellenőrzi, nem próbál-e ilyen módon beszivárogni valaki a tökéletesek közé. Folyamatosan kell gyakorolnia jobb keze használatát is (hiszen egy „tökéletes” ember nem lehet balkezes), és át kell esnie egy végtaghosszabbító műtéten, hogy Morrow testmagasságát elérje. A szűrő-, illetve ellenőrző vizsgálatokon Jerome vér-, vizelet- és szövetmintáit használja fel. Ezt Jerome alkoholizmusa megnehezíti: Vincent maga ellenőrzi, nehogy a leadott minta alkoholtartalmú legyen – ez természetesen véget vetne terveinek.
Jerome kitűnő genetikai adottságaival Vincent felvételt nyer a hatalmas Gattaca Aerospace Corporationnál, eltökéltsége révén mint a legkitűnőbb űrnavigátor végzi el a kiképzést.
Egy héttel a Szaturnusz legnagyobb holdjára, a Titánra induló űrexpedíció startja előtt meggyilkolják az űrközpont igazgatóját. A vizsgálat során a helyszín közelében megtalálják Vincent igazi szempilláját. Vincent lebukása hajszálon múlik. Mégis – vagy talán ezért – ez az az időszak, amely alatt a főhős Irene Cassini (Uma Thurman) iránt érzett vonzalma kiteljesedik.
Az űrhajó indulása előtt Vincentet még egy váratlan orvosi vizsgálatra rendelik. Ekkor nincs nála Jerome mintája, vonakodva bár, de leadja a kért vizeletmintát. A lebukás szinte bizonyos. A vizsgálatot végző dr. Lamar megjegyzi: "Ami a jövőt illeti: jobbkezes emberek nem fogják a bal kezükkel". Lamar doktor feltehetőleg végig tudott Vincent megváltoztatott identitásáról, de csodálta a kitartását, eltökéltségét és szorgalmát, és most meghamisítja a vizsgálat eredményét, hozzásegítve, hogy a főhős űrhajósként beteljesíthesse álmát – nem törődik a genetikai előítéletekkel.
|  | Itt a vége a cselekmény részletezésének! |

## Szereplők
| Karakter                         | Színész              | Magyar hang          |
| -------------------------------- | -------------------- | -------------------- |
| Vincent Freeman                  | Ethan Hawke          | Kaszás Gergő         |
| Irene Cassini                    | Uma Thurman          | Bognár Gyöngyvér     |
| Jerome Eugene Morrow             | Jude Law             | Szabó Sipos Barnabás |
| Anton Freeman                    | Loren Dean           | Anger Zsolt          |
| Hugo nyomozó                     | Alan Arkin           | Végvári Tamás        |
| Josef Gregor igazgató            | Gore Vidal           | Fodor Tamás          |
| Dr. Lamar                        | Xander Berkeley      | Orosz István         |
| Caesar                           | Ernest Borgnine      | Kun Vilmos           |
| German                           | Tony Shalhoub        | Jakab Csaba          |
| Marie Freeman                    | Jayne Brook          | Csere Ágnes          |
| Antonio Freeman                  | Elias Koteas         | Rosta Sándor         |
| Génsebész                        | Blair Underwood      | Holl Nándor          |
| Vincent Freeman kisfiúként       | Mason Gamble         |                      |
| Anton Freeman kisfiúként         | Vincent Nielson      |                      |
| Vincent Freeman tinédzserként    | Chad Christ          |                      |
| Anton Freeman tinédzserként      | William Lee Scott    | Minárovits Péter     |
| Nővér a szülésnél                | Maya Rudolph         |                      |
| Főnővér                          | Una Damon            |                      |
| Tanárnő az iskolai előkészítőben | Elizabeth Dennehy    | Koffler Gizi         |
| Személyzeti tiszt                | Clarence Graham      |                      |
| Gattacai porszívózó              | Carlton Bembry       |                      |
| Mintaelemzést kérő nő            | Grace Sullivan       |                      |
| Mintaelemzést végző technikus    | Ken Marino           |                      |
| Cavendish                        | Cynthia Martells     | Koffler Gizi         |
| Edzőnő Gattaca-n                 | Gabrielle Reece      |                      |
| Tizenkétujjú zongorista          | Ryan Dorin           |                      |
| Őrjáratozó rendőr                | Dean Norris          | Beratin Gábor        |
| Nyomozó Gattaca-n                | Russell Milton       |                      |
| Leütött nyomozó                  | George Marshall Ruge |                      |
| Nyomozó a vérvizsgálatnál        | Steve Bessen         |                      |
| Küldetésvezető                   | Lindsey Ginter       |                      |

## Idővonal
"A nevem Jerome Eugene Morrow" – mutatkozik be a főhős a film elején. Elmondja, hogy a Gattaca Aerospace Corporationnál navigátor-kiképzésen vesz részt. Majd váratlanul közli: „Csak az a baj, hogy nem én vagyok Jerome Eugene Morrow”.
A film innen kezdve visszapillant Vincent szüleinek a természetes fogantatás melletti döntésétől kezdve a gyermek megszületésére és az elvégzett genetikai tesztekre, azoknak a szülők általi kétségbeesett fogadtatására. A továbbiakban is csaknem teljesen lineáris az idővonal: a filmben sorra szerepel Vincent gyermekkora, első munkája, döntése a személycseréről, majd a további események.

## Díjak és jelölések
- Golden Globe-díj (1998) – Legjobb filmzene jelölés: Michael Nyman
- Oscar-díj (1998) – Legjobb látványtervezés jelölés